# Andreas Schultze
Andreas Schultze (* um 1600 in Calau; † um 1670) war ein Torgauer Bildhauer am Übergang vom Frühbarock zum Hochbarock.

## Leben
Andreas Schultze wurde zwischen 1590 und 1610 in Calau in der Niederlausitz geboren. Seine Geburts- und Sterbedaten sind nicht bekannt, da die entsprechenden Unterlagen fehlen. Schultze absolvierte seine Bildhauerlehre wahrscheinlich bei Samuel Hanauer in Strehla. Urkundlich nachgewiesen ist Schultzes Werkstatt im Torgauer Bäckerviertel ab 1642.
Bildhauerische Arbeiten Schultzes sind nachgewiesen und erhalten in Kirchen in der Niederlausitz und in Sachsen. Schultze arbeitete als Holzbildhauer, schuf aber auch wichtige Werke aus Sandstein oder kombinierte Materialien (zum Beispiel Alabaster). So haben seine Sandstein-Kanzeln in der Regel von ihm gefertigte Schalldeckel aus Holz. Ein typisches Merkmal der Schultzeschen Arbeiten sind Engelfiguren, deren Flügel eine eigenartig stilisierte Form eingerollter Federn haben.

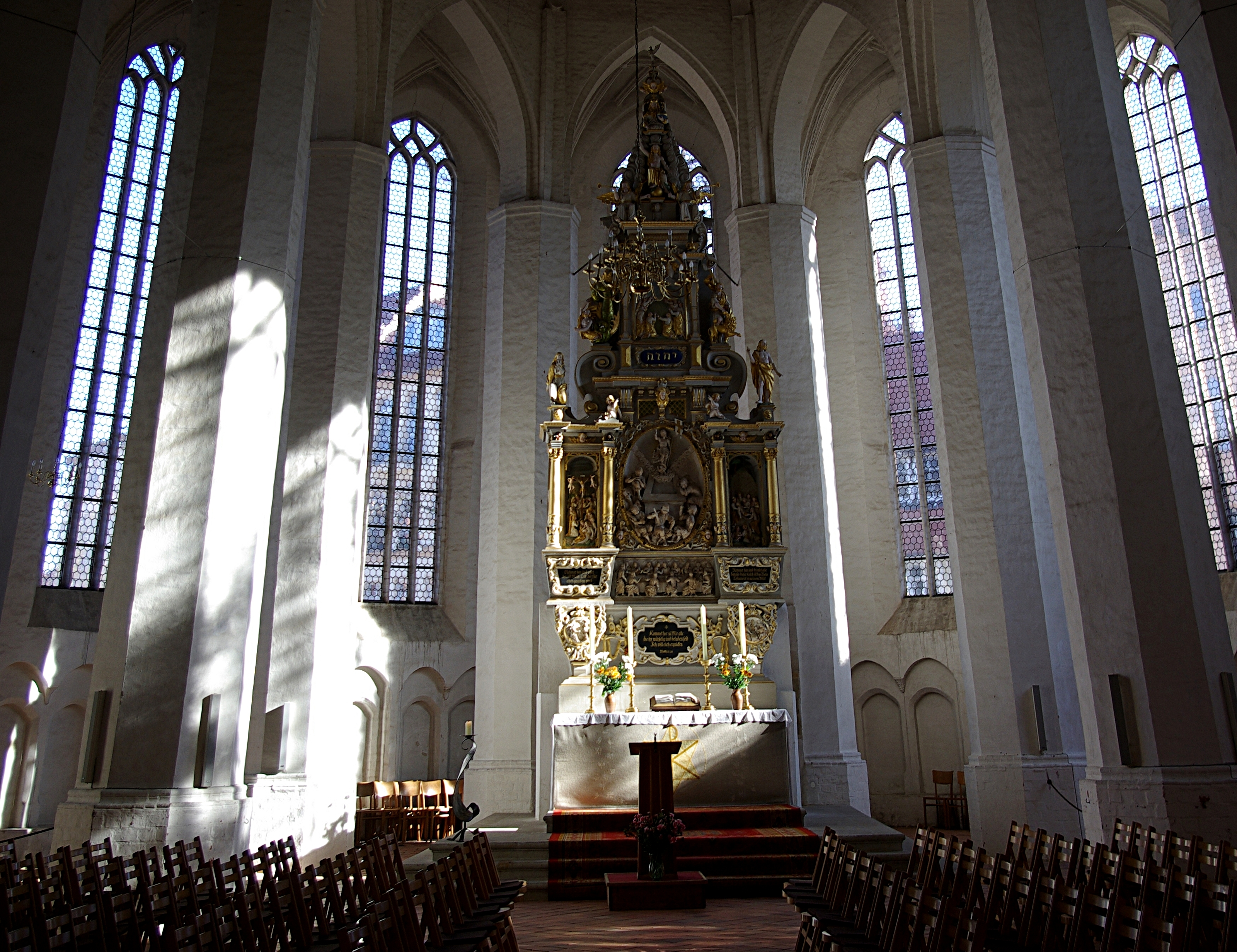
Altar der Oberkirche St. Nikolai in Cottbus

Schultzes umfangreichste Arbeit ist der 11 Meter hohe Altar in der Cottbuser Oberkirche Sankt Nikolai, der 1945 durch Ummauerung vor der Zerstörung bewahrt werden konnte. Die bei den Kriegseinwirkungen beschädigten Teile des Altars wurden bis 1965 neu angefertigt bzw. restauriert. Der Altar ist eines der wichtigsten Cottbuser Kulturdenkmäler.
Ein weiteres bedeutendes Werk ist die Kanzel der Sankt-Nikolai-Kirche Luckau. Die Kanzel ist von zwei Figuren getragen, ihr Aufgang ist reich geschmückt und der prunkvolle Schalldeckel hat einen sternförmigen Grundriss. Die Arbeit an der Kanzel drohte den Bildhauer zu ruinieren, da die vereinbarten Zahlungen nicht geleistet wurden, er aber Kosten an Material, Transport und Gesellen hatte. Er wurde mit kurzzeitiger Gefängniseinweisung in Torgau dazu gezwungen, die Arbeit trotzdem weiterzuführen. Die Kanzel wurde 1681 durch Christian Mätzschke aus Leipzig bemalt bzw. vergoldet.
Das letzte schriftliche Dokument über Andreas Schultze ist ein Passgesuch eines von ihm ausgebildeten Lehrlings, das jener im Jahr 1668 einreichte.

## Werke
| Jahr    | Arbeit | Ort                    | Material                   | Bemerkung                                           |
| ------- | ------ | ---------------------- | -------------------------- | --------------------------------------------------- |
| 1643    | Kanzel | Calau                  | Holz                       | 1945 vernichtet                                     |
| 1649    | Kanzel | Sonnewalde             | Holz                       | 1734 vernichtet                                     |
| 1649    | Kanzel | Kemmen bei Calau       | Holz                       |                                                     |
| 1649    | Altar  | Kemmen                 | Holz                       |                                                     |
| um 1650 | Taufe  | Kemmen                 | Holz                       |                                                     |
| 1650    | Altar  | Calau                  | Holz                       | 1945 vernichtet                                     |
| 1655    | Kanzel | Belgern                | Holz                       |                                                     |
| 1655    | Kanzel | Schönborn bei Doberlug | Sandstein                  |                                                     |
| 1657    | Altar  | Dobristroh             | Holz                       |                                                     |
| 1658    | Kanzel | Herzberg               | Sandstein                  |                                                     |
| 1660    | Altar  | Belgern                | Holz                       |                                                     |
| 1661    | Altar  | Cottbus                | Sandstein, Alabaster, Holz | nach Teilzerstörung (1945) wiederhergestellt (1965) |
| 1666    | Kanzel | Luckau                 | Sandstein                  |                                                     |